# Сукині діти (фільм Віленського)
«Сукині діти» (рос. «Сукины дети») — російський радянський документальний фільм 1990 року режисера Олександра Віленського.

## Сюжет
Фільм побудований на асоціаціях, які виникають у глядачів, що спостерігають за життям собак в розпліднику. Така ж бездушна і казенна атмосфера панує в солдатських казармах, де ніхто, здається, давно вже не замислювався про сенс людського життя і призначення на цій землі кожного окремо взятої людини.

## Творча група
- Сценарій: Володимир Суворов
- Режисер: Олександр Віленський
- Оператор: В'ячеслав Сачков
- Композитор: